# Калугина, Надежда Сергеевна
Надежда Сергеевна Калугина (1930—1990) — советский энтомолог, диптеролог, специалист по систематике ископаемых двукрылых.

## Биография
Окончила биолого-почвенный факультет МГУ (в 1954), а затем и аспирантуру при нём. В 1960  году защитила кандидатскую диссертацию по теме «Систематика и биология хирономид Учинского водохранилища (Diptera, Chironomidae)». Работала в Зоологическом музее МГУ, на Московской опытной рыбоводно-мелиоративной станции, в Институте генетики АН СССР и Палеонтологическом институте АН СССР. В честь Н. С. Калугиной назван ископаемый вид мошек Ugolyakia kaluginae. Автор 48 научных работ.

## Таксоны, описанные Калугиной
- Astrocorethra Kalugina, 1986
- Baisomyia Kalugina, 1991
- Baleiomyia Kalugina, 1993
- Bolboia Kalugina, 1989
- Chaoborites Kalugina, 1985
- Crenoptychoptera Kalugina, 1985
- Cretodiamesa Kalugina, 1976
- Cretolimonia Kalugina, 1986
- Electrotenia Kalugina, 1980
- Eopericoma Kalugina, 1985
- Eoptychopterina Kalugina & Kovalev, 1985
- Eotrichocera Kalugina, 1985
- Eucorethrina Kalugina, 1985
- Glushkovella Kalugina, 1993
- Gurvanomyia Kalugina, 1986
- Gydarina Kalugina, 1991
- Helokrenia Kalugina, 1985
- Hypsocorethra Kalugina, 1985
- Jurochlus Kalugina, 1985
- Kovalevimyia Kalugina, 1991
- Mailonia Kalugina, 1985
- Mailotrichocera Kalugina, 1985
- Manlayamyia Kalugina, 1980
- Mesocorethra Kalugina, 1993
- Mogsonomus Kalugina, 1985
- Nemumeia Kalugina, 1986
- Oryctochlus Kalugina, 1985
- Paleotrichocera Kalugina, 1986
- Podonomius Kalugina, 1985
- Praearchitipula Kalugina, 1985
- Praechaoborus Kalugina, 1985
- Praemacrochile Kalugina, 1985
- Proptychopterina Kalugina, 1985
- Shevioptera Kalugina, 1989
- Shinlustia Kalugina, 1986
- Simuliites Kalugina, 1986
- Simulimima Kalugina, 1985
- Tanyderites Kalugina, 1985
- Tanypodites Kalugina, 1985
- Tophocladius Kalugina, 1985
- Ulaia Kalugina, 1985
- Ulaimailia Kalugina, 1985
- Ulaimailonia Kalugina, 1985
- Ulaimailoniella Kalugina, 1985